# Differentiae
Differentiae, Differentiae verborum, Differentiae-Sammlungen sind eine mittelalterliche Textart, die in alphabetischer Anordnung (lateinische) Wörter kompiliert, erklärt und vergleicht. Dabei hängen die innerhalb einer differentia vorgestellten Wörter nach Bedeutung oder Form miteinander zusammen. So gehören cuncti und universi als lateinische Vokabeln für „alle“ inhaltlich zusammen, während das gleichlautende lateinische Wort cornus sowohl „Horn“ als auch „Kornelkirsche“ bedeuten kann und lateinisches cavum, concavum und cavatum sich von einem gemeinsamen Wortstamm cavus für „Höhle, hohl, aushöhlen“ herleiten lassen.
Die frühesten Differentiae-Sammlungen stammen aus dem frühen Mittelalter, sie sollen – mittelalterlicher Tradition zufolge – sogar auf bedeutende Autoren der Antike zurückgehen. Aus dem 7. Jahrhundert ist eine Wörtersammlung des Isidor von Sevilla überliefert, die als die älteste gilt. Ein Differentiae-Fragment des Codex Nr. 225 des Klosters St. Gallen und ein in rätischer Minuskel geschriebenes annähernd gleichlautendes Fragment aus dem Urbar der „Spende zu Flums“ (13. Jahrhundert) stammen aus der Zeit um 800.